# 7002 Bronshten
7002 Bronshten este o planetă minoră (asteroid) din Mars-crossing asteroid[*]. A fost descoperită pe 26 iulie 1971 la Observatorul Astrofizic din Crimeea⁠(d) de Nikolai Cernîh și a fost numită după Vitali Aleksandrovici Bronștien⁠(d). 
Obiectul prezintă o orbită caracterizată de o semiaxă mare de 2,3575259 UAi, o excentricitate de 0,33, o înclinație de 4,58162 ° în raport cu ecliptica.